# ノクターン/カンパニュラの恋
『ノクターン／カンパニュラの恋』（ノクターン／カンパニュラのこい）は、平原綾香の17枚目のシングル。

## 解説
- 両A面シングル。「ノクターン」は全英語詞、「カンパニュラの恋」は日本語詞（一部英語）となっている。
- 表題両曲とも、フレデリック・ショパンの代表的ピアノ曲の一曲』夜想曲（ノクターン）第20番』に歌詞をつけたもの。
- カンパニュラとは、日本では「ふうりんそう」などと呼ばれるキキョウ科の観賞用植物のことである。
- オリコンチャートにおける初登場の順位は11位であったが、2008年12月29日付けの同チャートでは7位を記録し、TOP10入りしている。平原のシングルのTOP10入りは『Jupiter』以来2作目であった。
- また、『第59回NHK紅白歌合戦』で「ノクターン」を歌唱したことにより、2009年1月12日付け（合算週）の同チャートでは6位を記録し、最高順位を更新した。

## 収録曲
1. ノクターン
  - 作詞：史香／作曲：ショパン・椎名邦仁／編曲：椎名邦仁
  - 平原自身も出演したフジテレビ系ドラマ『風のガーデン』の主題歌で、2008年末の『第59回NHK紅白歌合戦』でも、南流石の舞踏付きで歌われた。なお、全英語詞のため歌詞の日本語訳のテロップ付きでの歌唱となった。
2. カンパニュラの恋
  - 作詞：平原綾香／作曲：ショパン・椎名邦仁／編曲：椎名邦仁
  - 『風のガーデン』挿入歌。「ノクターン」に日本語詞をつけたもの。『風のガーデン』に合わせて平原が作詞を行った。
3. ノクターン〜Vocal-less Track〜
4. カンパニュラの恋〜Vocal-less Track〜
5. BAMBINA（Special Track）
  - 作詞・作曲：Lara Fabian・Janey Clewer
  - ララ・ファビアンの同名曲をカバー。平原が演じる氷室茜がドラマの第1話に初登場したシーンで、ピアノの弾き語りで歌っていた曲。

## カバー
カンパニュラの恋
- 佐々木真央 - ミニアルバム『佐々木真央』（2015年3月25日）に収録。